# Chancery Lane

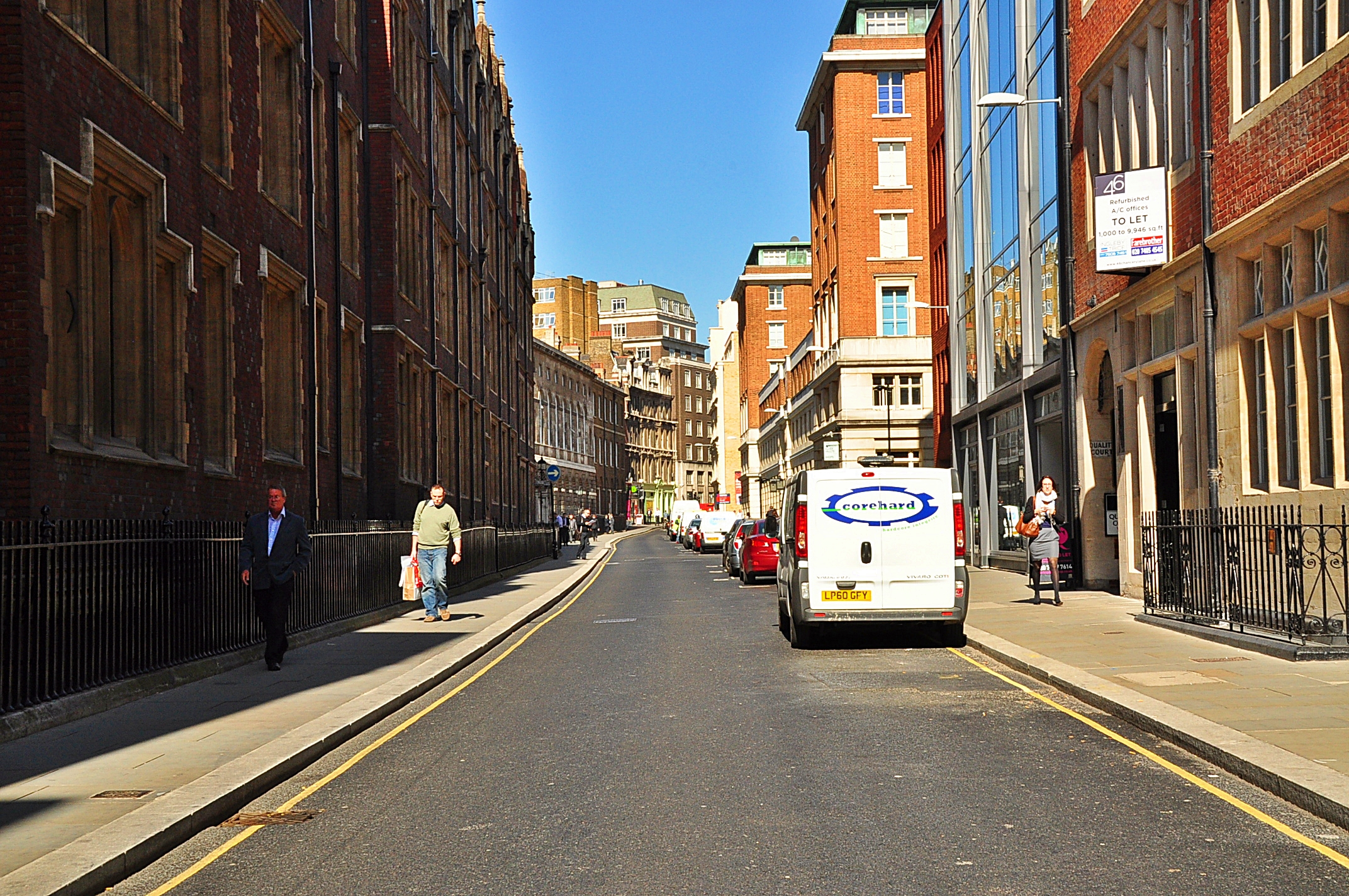
Blick entlang Chancery Lane

Chancery Lane ist eine Straße in London. Sie verbindet Temple Bar in der Fleet Street im Süden mit der Durchgangsstraße High Holborn und dem Gray’s Inn im Norden. Die gebogene Straße verläuft von Süd nach Nord bergauf.
Chancery Lane liegt außerhalb der mittelalterlichen Stadtgrenzen London. Seit 1994 liegt sie genau auf der Grenze zwischen der City of London, der City of Westminster und dem London Borough of Camden. Die Häuser auf der Ostseite und die Straße gehören zur City, die südlichen Häuser der Westseite nach Westminster, die nördlichen Häuser auf der Westseite nach Camden. Die Architektur wird vor allem von viktorianischen Bürogebäuden aus dem 19. und frühen 20. Jahrhundert geprägt.
Chancery Lane wurde um 1160 vom Templerorden erschaffen und verlief ursprünglich durch dessen Felder. Sie diente als Verbindung zwischen dem alten Tempel an der heutigen Holborn Street und ihrem neuen Tempel an der heutigen Temple Bar. Ursprünglich hieß sie Newstrate. Im Jahr 1278 war ihr Name Converslane nach dem Domus Conversorum, einem Haus für konvertierte Juden, das an der Straße gebaut worden war. Im Jahr 1377 gab Eduard III. die Straße an den Keeper of the Rolls of Chancery, wonach die Straße ihren heutigen Namen erhielt. Nach anderen Angaben erhielt sie ihren Namen von dem neuen Londoner Stadtpalast der Bischöfe von Chichester, den Bischof Ralph de Neville in der ersten Hälfte des 13. Jahrhunderts erbauen ließ. Neville war nicht nur Bischof, sondern auch langjähriger Lordkanzler, so dass die Straße ihren Namen nach seinem Palast erhielt. Im 16. Jahrhundert war die Straße von Gärten umgeben – auf der Westseite gehörten sie zum Lincoln’s Inn, die Gärten der Bischöfe von Chichester und von Lincoln auf der Ostseite der Straße.
Die Straße ist heute besonders von den Akteuren des englischen Rechtssystems geprägt. Das Lincoln’s Inn prägt den nordwestlichen Abschnitt der Straße. An der Chancerly Lane liegt auch die The Maughan Library vom King’s College, das ehemalige Public Record Office, die London Silver Vaults und diverse traditionelle Herrenausstatter wie Ede and Ravenscroft.